# Chemin de Jésus

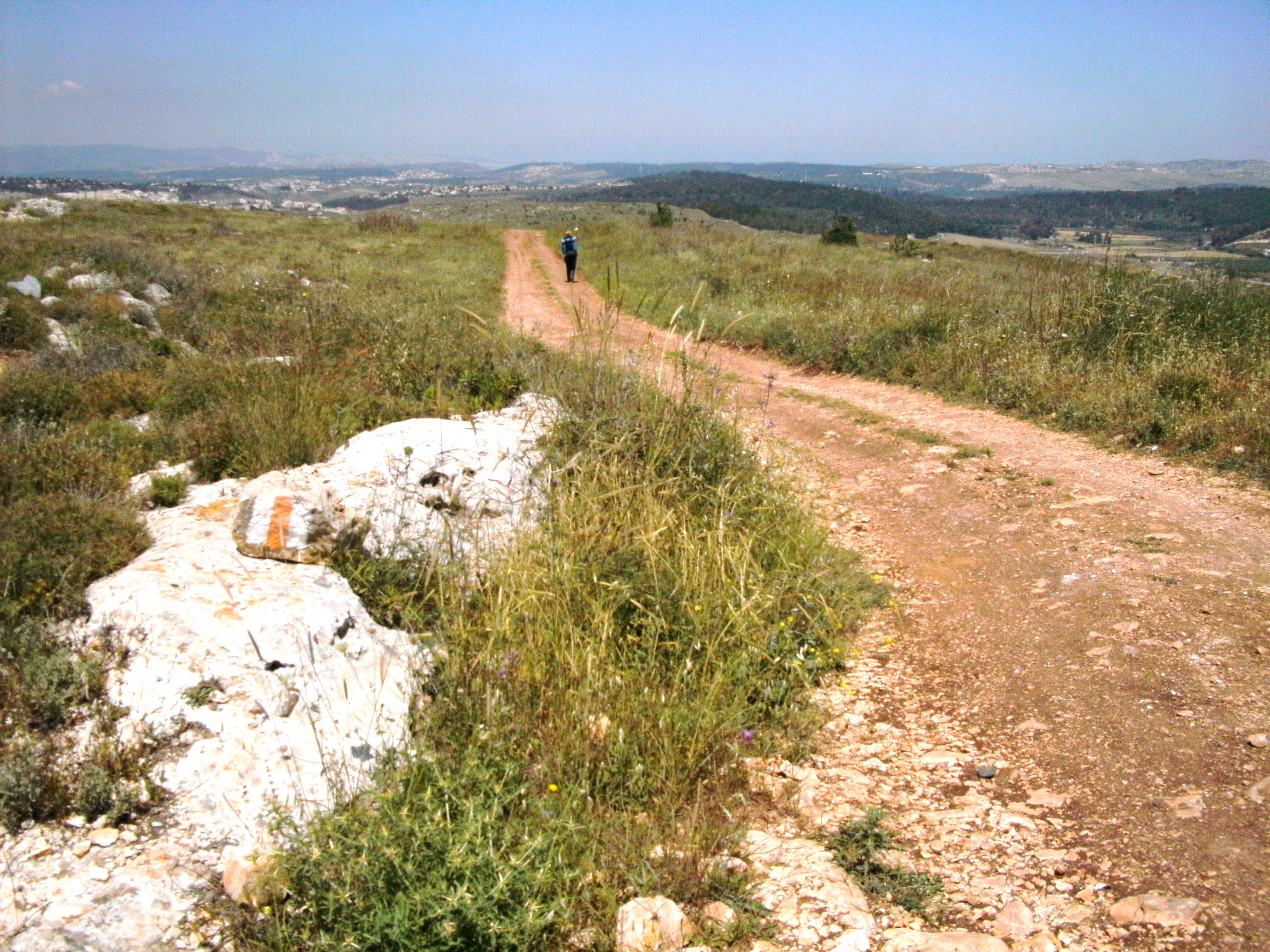
Chemin de Jésus avec son balisage peint sur un rocher.

Le chemin de Jésus, appelé aussi Jesus Trail, est une randonnée pédestre et un pèlerinage de 65 km qui traverse la Galilée en Israël en suivant la route que Jésus aurait, selon les Évangiles, parcourue au début de sa vie publique. Le chemin relie plusieurs points importants de sa vie. La partie principale du chemin commence à Nazareth et passe par Sepphoris, Cana (Kafr Cana), les cornes de Hattin, les falaises du mont Arbel, la mer de Galilée, Capharnaüm, Tabgha et le Mont des Béatitudes.

## Histoire

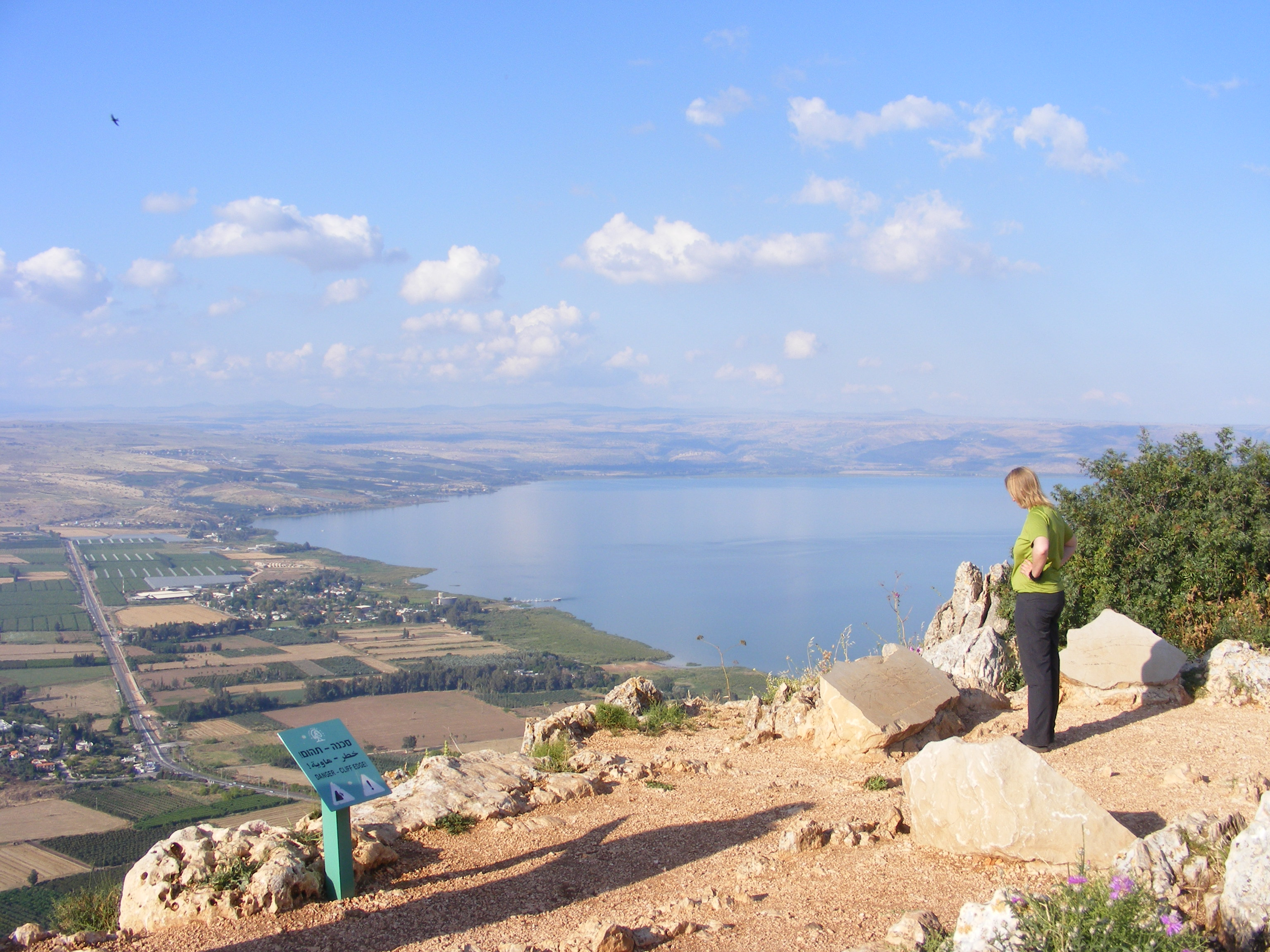
Vue sur la mer de Galilée du sommet du mont Arbel.

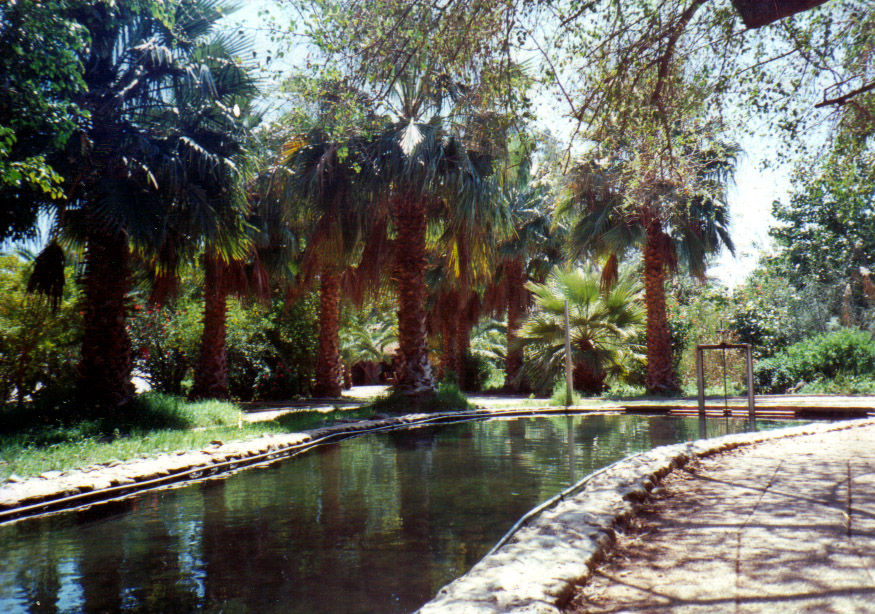
Piscine de Tabgha.

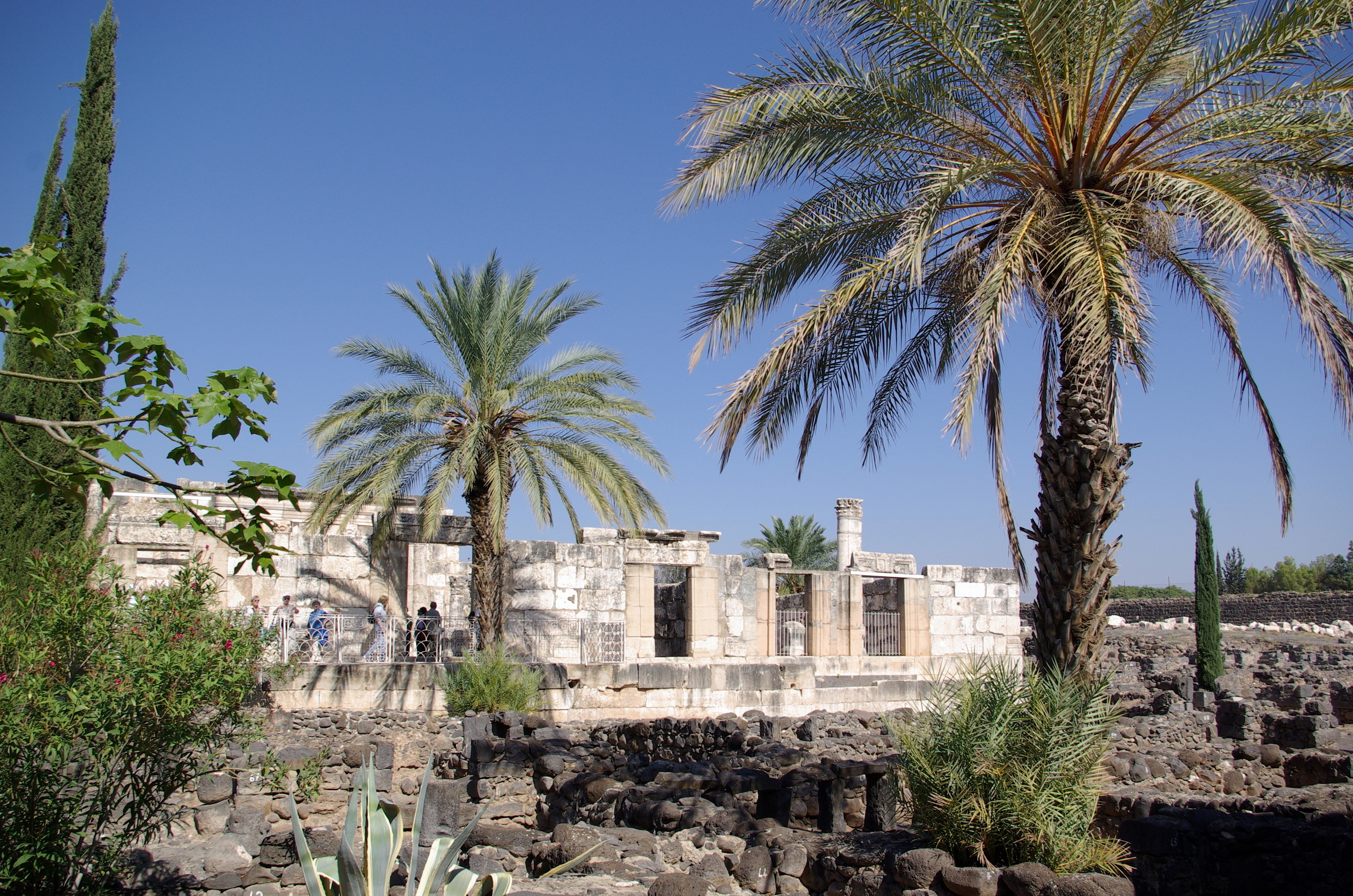
Capharnaüm.

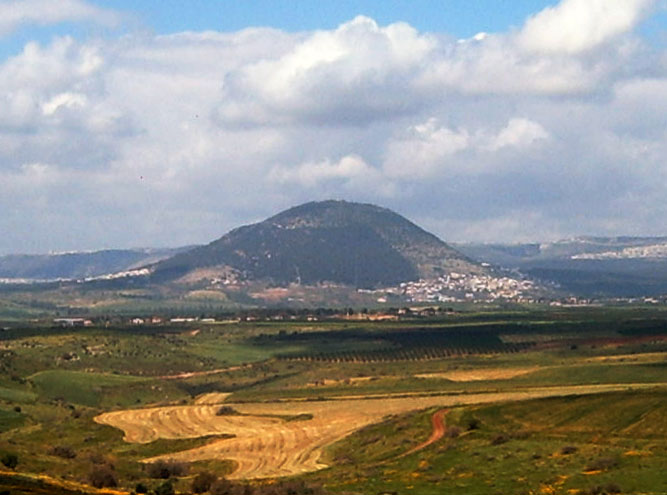
Mont Thabor.

Le chemin de Jésus a été fondé en 2007 par deux passionnés de randonnée. Maoz Inon, un entrepreneur juif israélien, a établi plusieurs auberges et pensions en Israël, notamment à Nazareth. David Landis est un chrétien américain spécialiste en randonnée pédestre. Le chemin a été officiellement établi et marqué en 2009. Le projet est dirigé et promu en grande partie par des bénévoles.
Le chemin est gratuit et public pour quiconque désirant marcher et camper. Le chemin de Jésus est marqué par trois barres peintes sur les roches (blanche, orange et blanche) Lorsque des portions du chemin de Jésus utilisent les mêmes pistes que d’autres chemins (tel que le sentier national d’Israël), un cercle orange additionnel est ajouté aux autres marques sur les pierres. Toutes les marques ont été complétées par le comité des chemins d’Israël (CCI), en collaboration avec l’organisation à but non lucratif de la Société pour la protection de la nature en Israël (SPNI). Le maintien et le nettoyage du chemin est assuré par une combinaison d’efforts internationaux, nationaux et locaux, tel que le Fonds national juif, l’auberge Fauzi Azar Inn à Nazareth, des écoles de village et par des bénévoles internationaux.
Les références bibliques du chemin de Jésus sont fondées sur un verset du Nouveau Testament de Matthieu. Au début de sa vie publique, Jésus quitte sa ville natale de Nazareth, située dans les collines de Galilée, et fait route vers Capharnaüm, village de pêcheurs sur la mer de Galilée. C’est à cet endroit que Jésus aurait réuni ses premiers disciples. Le témoignage est aussi repris dans les évangiles de Marc et Luc. La référence dans l'Évangile selon Matthieu se lit comme suit : « Et quittant Nazareth, il vint demeurer à Capernaüm, sur les bords de la mer. »
Selon les Évangiles, Capharnaüm est devenue la base de Jésus pour la durée de sa vie publique. « Jésus, étant monté dans une barque, traversa la mer, et alla dans sa ville .» Aussi, « Quelques jours après, Jésus revint à Capharnaüm. On apprit qu'il était à la maison. »
Sur la page web officielle du Chemin de Jésus, Maoz Inon et David Landis expliquent la philosophie du Chemin de Jésus: « Nous espérons que des voyageurs de différentes ethnies et religions comprendront mieux la vie de Jésus dans un contexte historique en traversant les terres et en rencontrant les gens qui occupent le chemin de Jésus. Aujourd’hui, des rencontres faites sur le chemin servent encore d’opportunités à offrir et recevoir l’hospitalité à de nombreuses personnes. Les voyageurs modernes peuvent facilement voyager et ce, en toute légèreté, en se rappelant les paroles de Jésus : « Il leur prescrivit de ne rien prendre pour le voyage, si ce n'est un bâton ; de n'avoir ni pain, ni sac, ni monnaie dans la ceinture ; de chausser des sandales, et de ne pas revêtir deux tuniques ».
Le Chemin de Jésus a été conçu dans la tradition des randonnées pédestres de pèlerinage à travers le monde, tel que Saint-Jacques de Compostelle dans le nord de l’Espagne et le chemin de Saint-Paul (en) en Turquie. La pratique médiévale de pèlerinage religieux a gagné en popularité récemment, avec presque 200 000 randonneurs par année qui marchent vers Compostelle depuis le début du XXIe siècle.

## Public visé
Le chemin a été conçu pour les chrétiens désirant faire un pèlerinage qui permet une expérience personnelle de la Galilée et des sites qui ont marqué la vie de Jésus. De plus, la randonnée s'adresse aux touristes en incluant des sites historiques de différentes époques, des lieux sacrés de plusieurs religions, des lieux naturels, des panoramas incroyables et un défi physique pour ceux qui le désirent.

## Sections de la randonnée

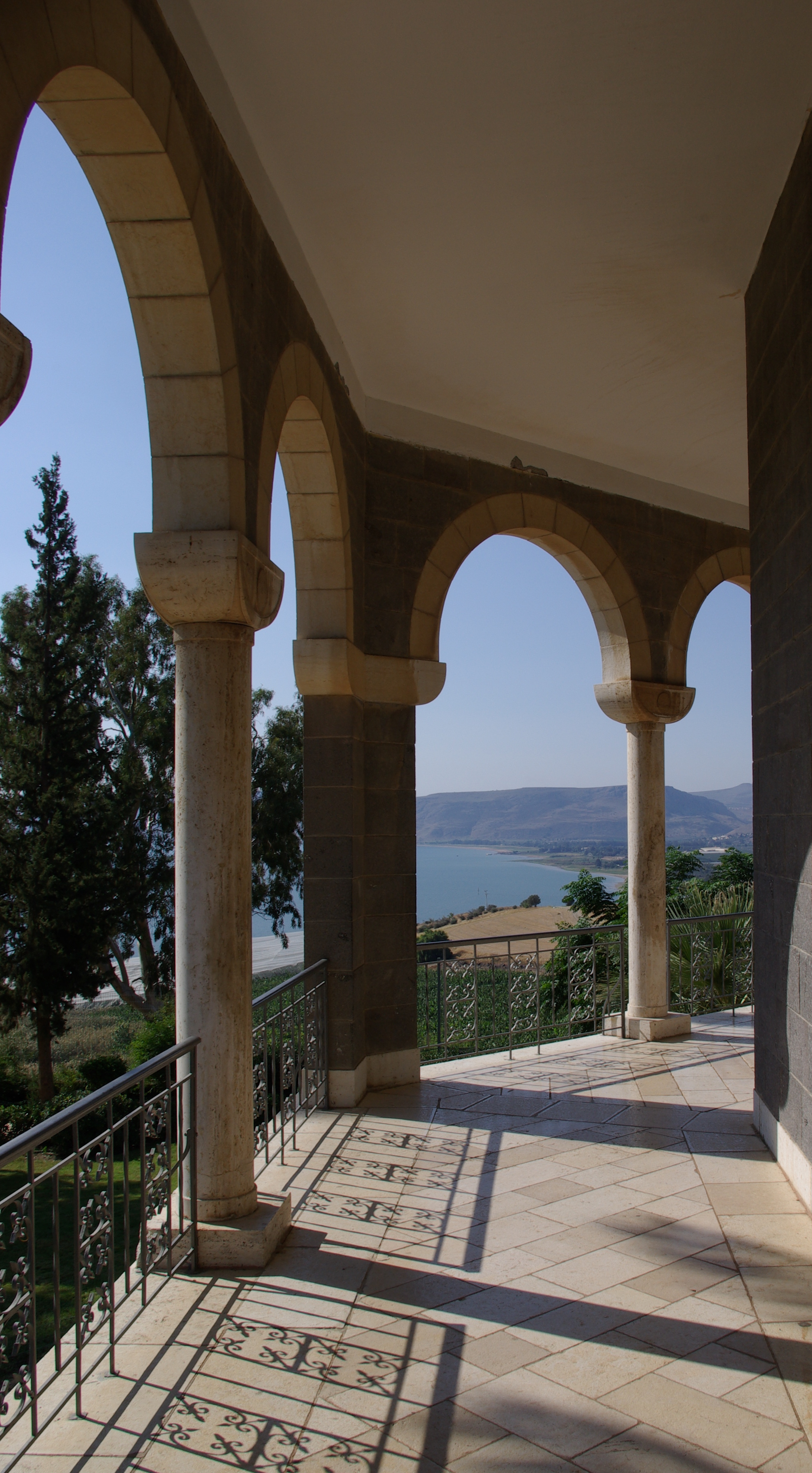
Mont des Béatitudes et la mer de Galilée.

Les distances et la géographie du chemin de Jésus permettent de compléter la randonnée dans une série de randonnées d’une journée pour un total de quatre jours. La distance quotidienne est entre 13 et 19 km (8 à 12 miles). Les quatre sections sont pour chaque jour :
- 1er jour : Nazareth à Cana via Sepphoris ;
- 2e jour : Cana à Kiboutz Lavi ;
- 3e jour: Kibbutz Lavi à Moshav Arbel ;
- 4e jour: Moshav Arbel à Capharnaüm via le Mont des Béatitudes.

### Détail de chaque section
- Jour 1 : De Nazareth à Cana via Sepphoris :
La randonnée débute au centre de Nazareth à la basilique de l’Annonciation, passe à travers la vieille ville de Nazareth et ensuite grimpe via un escalier pentu à la crête qui domine la ville. De là, le chemin traverse des terres agricoles vers la très ancienne ville de Tsippori (Sepphoris), où de nombreuses fouilles ont lieu. Après avoir traversé le village arabe de Mash’had, le chemin arrive à Kafr Cana, le lieu fixé par une tradition médiévale où Jésus aurait transformé de l’eau en vin (noces de Cana).
- Jour 2 : De Cana à Kibbutz Lavi :
En quittant Cana, le chemin continue presque entièrement dans une forêt et à travers des prés et des terres cultivées et se termine au faubourg de la commune agricole juive (kibboutz) de Lavi, qui est située près de la colline des « cornes de Hattin »
- Jour 3 : Du Kibboutz Lavi à Moshav Arbel :
Cette section de la randonnée permet de marcher de colline à colline, à partir de la vue panoramique des Cornes de Hattin, en passant par le temple druze de Nabi Shu’ayb dans la vallée d’Arbel et par des paysages historiquement denses, avant de terminer près de la coopérative agricole (moshav) de Arbel.
- Jour 4 : De Moshav Arbel à Capharnaüm via le mont des Béatitudes :
Après avoir grimpé le mont Arbel, un chemin permet de descendre la falaise et donne accès à une petite plaine fertile sur le bord du lac connu sous le nom de mer de Galilée (Kinneret) ou lac de Tibériade. La randonnée se poursuit vers la partie nord du lac où se trouve l’église de Tabgha, qui commémore le témoignage du Nouveau Testament où Jésus a nourri des multitudes de gens.
L'étape suivante comprend l’église et les jardins du mont des Béatitudes, qui rappellent le Sermon sur la montagne, avant d’arriver dans l’ancien village de pêche de Capharnaüm, où l’on retrouve de nombreuses ruines et une église moderne.

## Trajets alternatifs

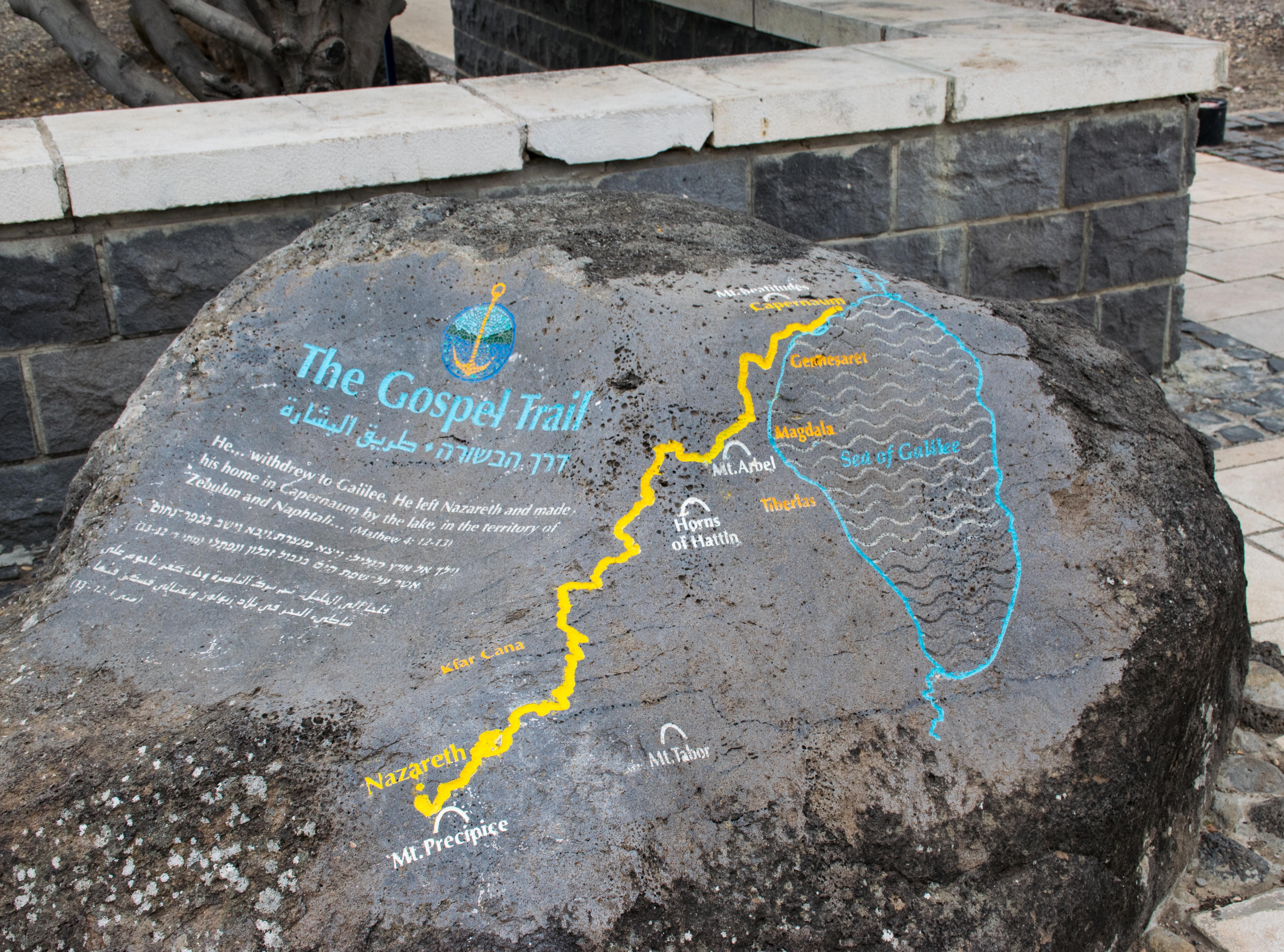
Chemin des Évangiles (Gospel Trail)

Un chemin alternatif au retour passe par Tibériade, le Jourdain, le mont Tabor et le mont du Précipice.
Le Ministère du tourisme israélien propose un chemin de 65 km, le Chemin des Évangiles (Gospel Trail) de Nazareth à Capharnaüm, randonnée pédestre qui a ouvert en novembre 2011 et dont le but premier est d’attirer des touristes chrétiens en Israël, qui forment les deux tiers de tous les touristes du pays. Plus touristique, ce chemin traverse d'autres villages de Galilée où Jésus passa la majeure partie de son existence et de son ministère. L'existence de deux chemins parallèles déroute les touristes et fait l'objet de critiques.